# Alex Strangelove
Alex Strangelove é um filme de comédia americano de 2018, escrito e dirigido por Craig Johnson e estrelado por Daniel Doheny, Madeline Weinstein, Antonio Marziale, Joanna Adler, William Ragsdale e Isabella Amara.
O filme teve sua estréia mundial no Festival Internacional de Cinema de San Francisco em 14 de abril de 2018. Foi lançado mundialmente em 8 de junho de 2018 na Netflix.

## Sinopse
O adolescente Alex Truelove (Daniel Doheny) tem a vida perfeita – notas boas, namorada (Madeline Weinstein) e uma turma maluca e divertida. Tudo corre bem até o dia em que ele decide perder a virgindade – e conhece Elliott (Antonio Marziale), um garoto gay gentil e seguro de si mesmo que não tem medo de demonstrar seu interesse por Alex.[carece de fontes?]

## Elenco
- Daniel Doheny como Alex Truelove
- Madeline Weinstein como Claire
- Antonio Marziale como Elliott
- Daniel Zolghadri como Dell
- Nik Dodani como Blake
- Fred Hechinger como Josh
- Annie Q. como Sophie Hicks
- Ayden Mayeri comk Hilary
- Kathryn Erbe como Helen
- Joanna P. Adler como Holly Truelove
- William Ragsdale como Ron Truelove
- Isabella Amara como Gretchen
- Sophie Faulkenberry como Sierra
- Dante Costabile como Dakota

## Produção
Em maio de 2016, foi anunciado que Craig Johnson escreveria e dirigira o filme, com Jared Goldman, Ben Stiller e Nicholas Weinstock produzindo o filme, sob o estandarte da Red Hour Films. A STX Entertainment distribuiria o filme. Em abril de 2017, a Netflix adquiriu o filme, com a STX Entertainment ainda produzindo o filme. Nesse mesmo mês, Daniel Doheny se juntou ao elenco do filme. Em junho de 2017, Nik Dodani e Antonio Marziale juntaram-se ao elenco do filme. As filmagens ocorreram ao redor de Nova York.[carece de fontes?]